# كريستين دوس سانتوس
كريستين دوس سانتوس (بالإنجليزية: Kristin dos Santos)‏ واسمها الحقيقي هو كريستين فايتيتش (بالإنجليزية: Kristin Veitch)‏ هي ممثلة ومذيعة وصحفية أمريكية ولدت في يوم 24 فبراير 1975 في مدينة سانت لويس في ميزوري. درست الاتصالات في جامعة لويولا ماريمونت. مثلت في مسلسل قصة رعب أمريكية وبوشنغ ديزيز.